# Presta'm el teu marit
Presta'm el teu marit (títol original en anglès Good Neighbor Sam) és una pel·lícula estatunidenca dirigida per David Swift i estrenada l'any 1964.	

## Repartiment
- Jack Lemmon: Sam Bissel
- Romy Schneider: Janet Lagerlof
- Dorothy Provine: Minerva Bissel
- Mike Connors: Howard Ebbets (com Michael Connors)
- Edward Andrews: Mr. Burke
- Louis Nye: Reinhold Shiffner, detectiu
- Robert Q. Lewis: Earl, veí
- Joyce Jameson: Elsie Hooker
- Anne Seymour: Irene Krump
- Charles Lane: Jack Bailey
- Linda Watkins: Edna
- Peter Hobbs: Phil Reisner
- Tristram Coffin: Sonny Blatchford (com Tris Coffin)
- Neil Hamilton: Larry Boling
- Riza Royce: Miss Halverson
- William Forrest: Millard Mellner